# Badumna
Badumna là một chi nhện trong họ Desidae.

## Hình ảnh

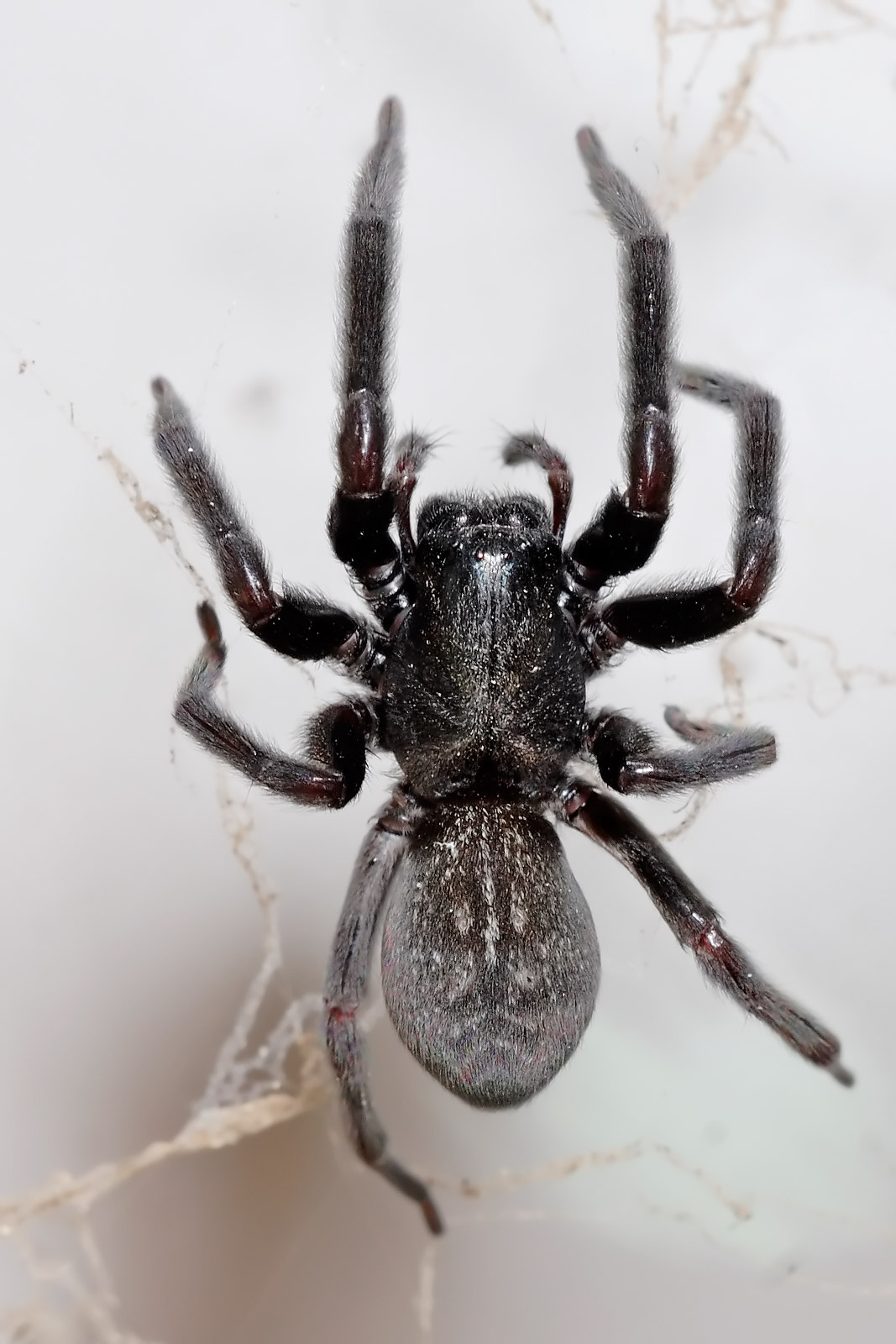